# Rheinturm

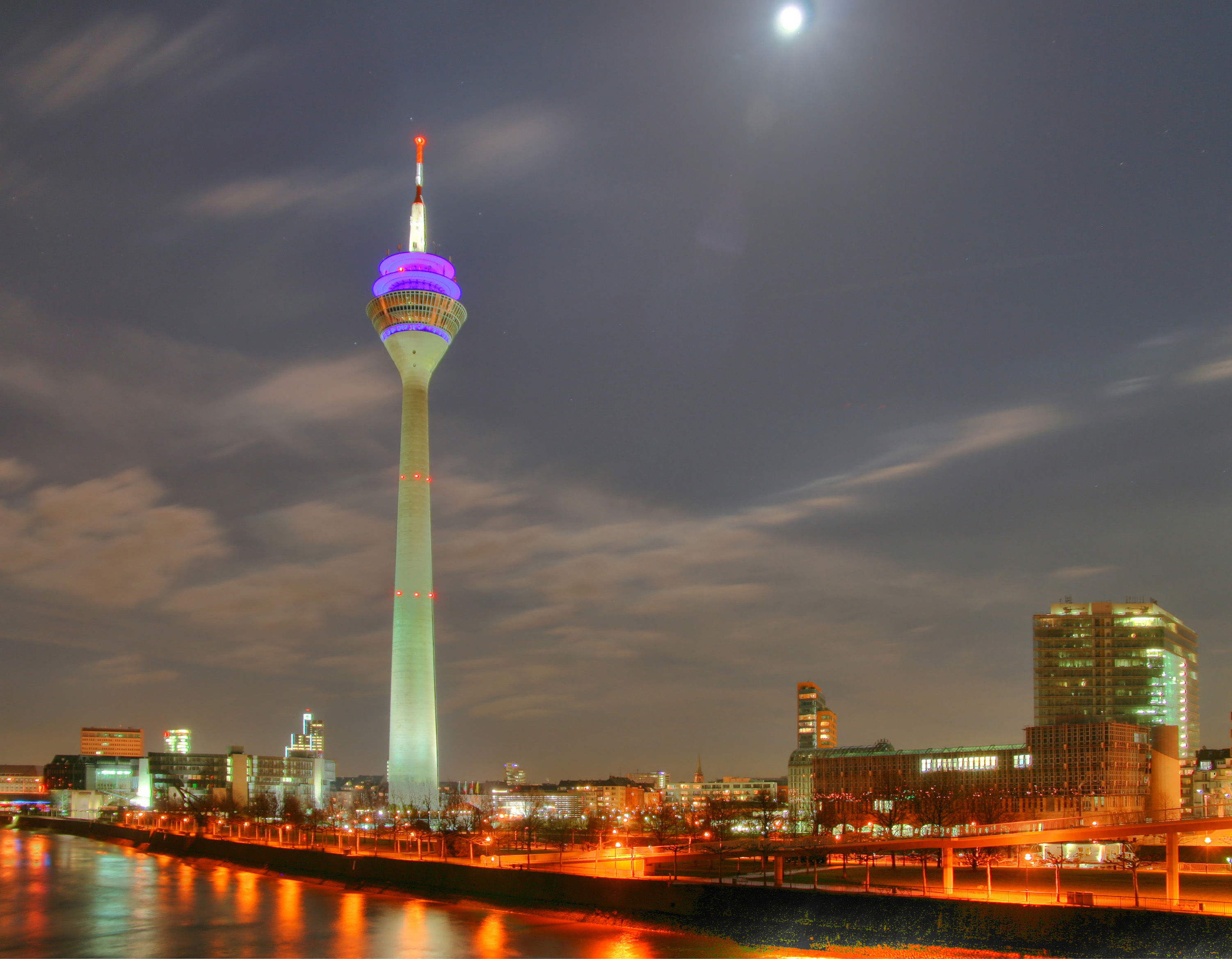
O Rheinturm.

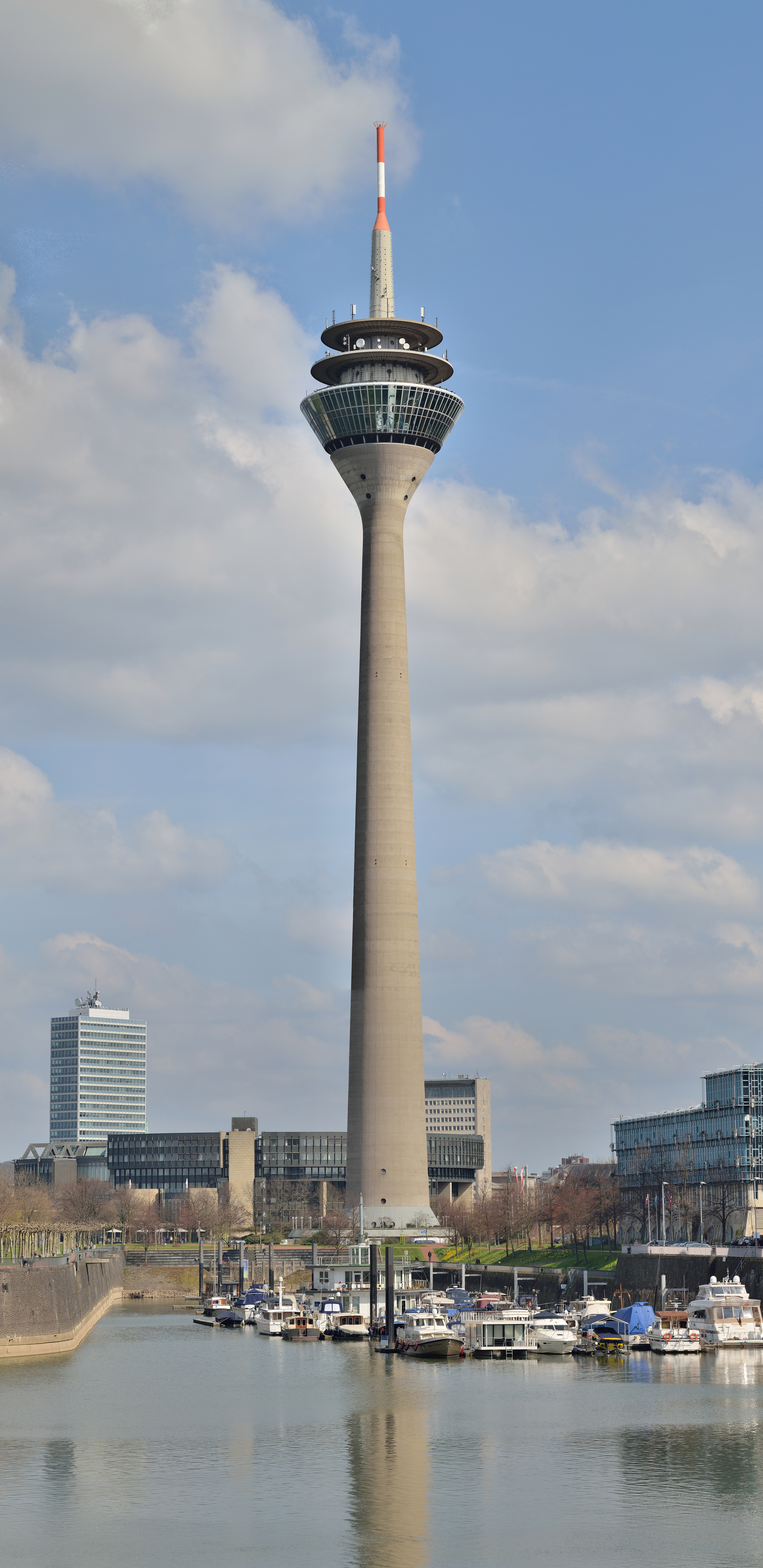
Rheinturm.

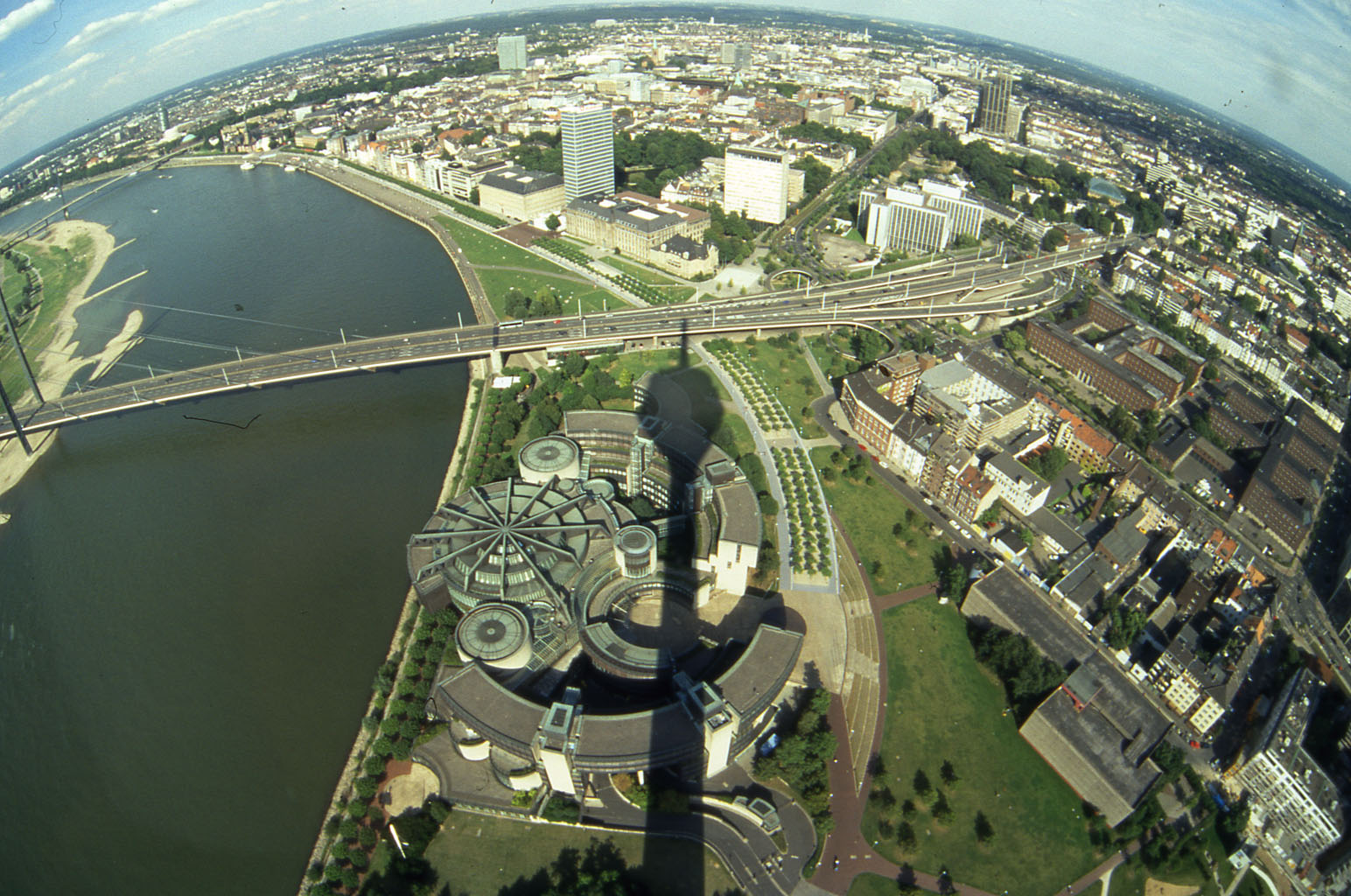
Centro da cidade visto do alto da Rheinturm.

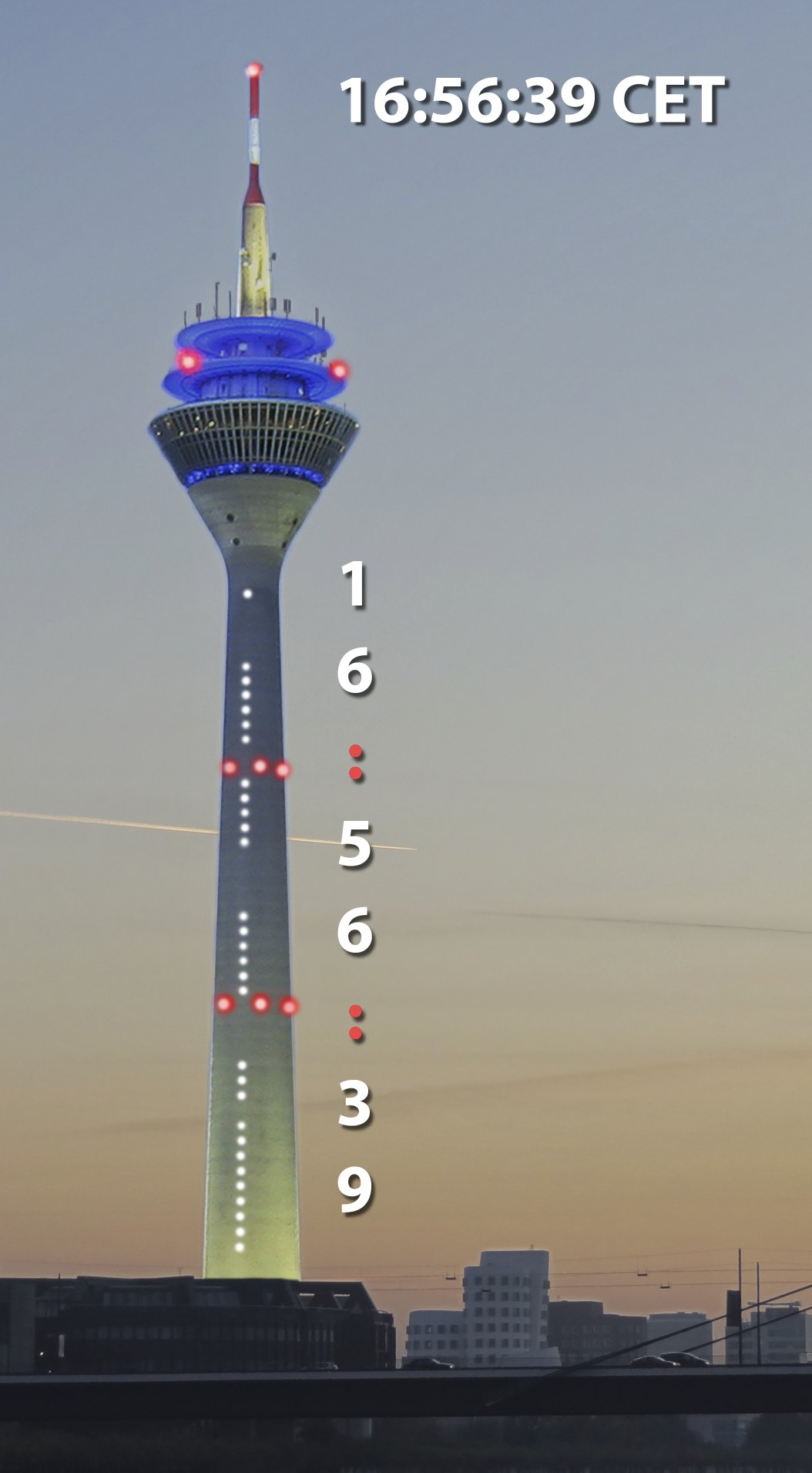
O relógio digital da torre a marcar 16:56:39.

O Rheinturm (pronunciado [ˈʁaɪ̯ntʊʁm]) (Torre Reno) é uma estrutura de 240,5 metros feita de concreto em Düsseldorf, capital do estado de Renânia do Norte-Vestfália, Alemanha.
A construção foi iniciada em 1979 e acabou em 1981. 
A torre carrega antenas de rádio e televisão, e tem um restaurante giratório e um mirante.
É a maior estrutura da cidade.
Possui 7.500 metros cúbicos de concreto e pesa 22.500 toneladas.

## Literatura
- Klaus Müller, Hermann Wegener, Heinz-Gerd Wöstemeyer: Rheinturm Düsseldorf: Daten und Fakten Triltsch Verlag, Düsseldorf 1990, ISBN 3-7998-0060-3.
- Roland Kanz: Architekturführer Düsseldorf. Dietrich Riemer Verlag, Berlin 2001, ISBN 3-496-01232-3, S. 81.
- Klaus Englert: … in die Jahre gekommen. Der Rheinturm in Düsseldorf. In db Deutsche Bauzeitung 141, 2007, Nr.6, S. 85–88, ISSN 0721-1902.
- Erwin Heinle, Fritz Leonhardt: Türme aller Zeiten, aller Kulturen. Deutsche Verlags-Anstalt, Stuttgart 1997, ISBN 3-421-02931-8, S. 235.